# Punto di equivalenza
Il punto di equivalenza, o punto stechiometrico, di una reazione chimica è il punto in cui quantità equivalenti di un acido e di una base sono miscelate. In altre parole, le moli di acido sono equivalenti alle moli di base, secondo l'equazione (questo non necessariamente implica un rapporto molare 1:1 di acido:base, semplicemente il rapporto è lo stesso dell'equazione). Può essere trovato tramite l'impiego di un indicatore, per esempio la fenoftaleina o il metil arancio.
In una reazione, l'equivalenza dei reagenti come dei prodotti è conservata.
Il punto finale (relazionato al punto equivalente ma non coincidente) si riferisce al punto in cui l'indicatore cambia colore in una titolazione colorimetrica.

## Metodi per determinare il punto equivalente
Tra i vari metodi per la determinazione del punto equivalente troviamo:
Indicatore di pHÈ una sostanza che cambia colore in risposta a un cambiamento chimico. Un indicatore acido-base (esempio fenolftaleina) cambia colore in base al pH. Gli indicatori redox sono frequentemente impiegati. Una goccia di indicatore nella soluzione è aggiunto all'inizio della titolazione, quando il colore cambia significa che si è giunti al termine. Questa è un'approssimazione del punto di equivalenza.

ConduttivitàLa conduttività ionica di una soluzione dipende dagli ioni che sono presenti al suo interno. Durante molte titolazioni, la conducibilità cambia significativamente. (Per esempio durante una titolazione acido-base, gli ioni H3O+ e OH− reagiscono per formare H2O neutra. Questo cambia la conduttività della soluzione.) La conducibilità totale della soluzione dipende anche dagli altri ioni presenti in soluzione (come i controioni). Non tutti gli ioni contribuiscono egualmente alla conducibilità, questo anche dipende dalla mobilità elettroforetica di ciascuno ione e dalla concentrazione totale degli ioni (forza ionica). Quindi, predire il cambiamento nella conducibilità  è più difficile che semplicemente misurarla.

Cambio di coloreIn alcune reazioni, la soluzione cambia colore senza alcun indicatore aggiuntivo. Questo si osserva di solito nelle titolazioni redox, per esempio, quando i differenti stati di ossidazione del prodotto e i reagenti producono differenti colori.

PrecipitazioneSe la reazione forma un solido, allora si formerà un precipitato durante la titolazione. Un classico esempio è la reazione tra Ag+ e Cl− a formare il sale altamente insolubile AgCl. Sorprendentemente, questo di solito rende difficoltoso determinare il punto finale con precisione. Come risultato, le titolazioni per precipitazione devono essere spesso fatte come titolazioni al contrario.

Titolazioni calorimetriche isotermeUna calorimetria isotermica di titolazione usa il calore prodotto o consumato dalla reazione per determinare il punto di equivalenza. Questo è importante nelle titolazioni biochimiche, come la determinazioni di come un substrato si lega a un enzima.

Titolazione termometricaLa titolazione termometrica è una tecnica straordinariamente versatile. Questa si differenzia dalla titolazione calorimetrica da l fatto che il calore di reazione (come indicato dall'aumento o diminuzione della temperatura) non è impiegato per determinare la quantità di analita nella soluzione campione. Invece, il punto equivalente è determinato tramite “il rapporto di cambiamento della temperatura”,. Dato che la titolazione termometrica è una tecnica relativa, non è necessario condurla sotto condizioni isoterme, e le titolazioni possono essere svolte in contenitori di plastica o persino di vetro, nonostante questi contenitori siano generalmente chiusi per prevenire che schizzi casuali producano rumore e disturbino il punto finale. Dato che le titolazioni termometriche possono essere condotte in condizioni ambiente, sono adatte specialmente per processi di routine e di controllo qualità nell'industria. Dipendentemente se la reazione tra titolante e analità è esotermica o endotermica, la temperatura può ulteriormente aumentare o diminuire durante la titolazione. Quando tutti gli analiti sono stati consumati dalla reazione con il titolante, un cambio nell'aumento o diminuzione del rapporto della temperatura rivela il punto di equivalenza e un flesso nella curva della temperatura può essere osservato. Il punto equivalente è localizzato precisamente calcolando la derivata seconda della curva di temperatura. Il software usato nei moderni sistemi automatizzati di titolazione termometrica impiegano sofisticati algoritmi di levigatura così che il “rumore” risultante dalla sonda di temperatura altamente sensibile non interferisca con la generazione di un “picco” in derivata seconda levigato e simmetrico che definisce il punto di endpoint. La tecniche è in grado di restituire una elevata precisione, e i coefficienti della varianza (CV) inferiori a 0,1 sono comuni. Le moderni sonde di temperatura per titolazioni termometriche consistono in un termistore che forma un braccio di un ponte di Wheastone. Accoppiati con elettronica ad alta risoluzione, i migliori sistemi di titolazione termometrica possono risolvere temperature fino a 10−5K. Punti di equivalenza stretti sono ottenuti nelle titolazioni dove il cambiamento di temperatura è inferiore a 0,001 K. La tecnica può essere applicata essenzialmente a ogni reazione chimica in un fluido dove c'è un cambio di entalpia, nonostante le cinetiche di reazione possano giocare un ruolo importante nella nitidezza del endpoint. La titolazione termometrica è applicata con successo a titolazioni acido-base, redox, EDTA e gravimetriche. Esempi di titolazioni per precipitazione riuscite sono il solfato titolato tramite ioni bario, fosfato titolato tramite magnesio in una soluzione di ammoniaca, cloruro titolato con nitrato di argento, nickel titolato con dimetilgliossima e fluoruro titolato con alluminio (come K2NaAlF6). Dato che le sonde di temperatura non devono essere elettricamente connesse alla soluzione (come nelle titolazioni potenziometriche), possono essere portate a termine titolazioni in soluzioni non acquose facilmente come nelle equivalenti acquose. Le soluzioni che sono fortemente colorate o torbide possono essere analizzate tramite termometria senza ulteriori trattamenti del campione. La sonda è essenzialmente esente da manutenzione. Usando burette guidate da motori ad alta precisione, le titolazioni termometriche automizzate sono di solito completate in pochi minuti, rendendola la tecnica una scelta ideale dove un'alta produttività di laboratorio è richiesta.

SpettroscopiaPuò essere impiegata per misurare l'assorbimento di luce della soluzione durante la titolazione, se lo spettro di reagente, titolante o prodotti sono noti. Le quantità relativa del prodotto e del reagente possono essere usate per determinare il punto equivalente. In alternativa, la presenza di titolante libero (indicante che la reazione è completa) può essere rivelato a livelli di concentrazione molto bassi. Un esempio di detectore robusto del punto finale per acqua forte di semiconduttori è il EPD-6 un sistema che rivela fino a sei differenti lunghezze d'onda
AmperometriaPuò essere impiegata come tecnica di rivelazione(titolazione amperometrica). La corrente dovuta all'ossidazione o riduzione di ciascuno dei reagenti o prodotti a un elettrodo lavorante dipende dalla concentrazione di quella specie in soluzione. Il punto equivalente può essere rivelato come cambiamento nella corrente. Questo metodo è molto impiegato quando l'eccesso di titolante può essere ridotto, come nella titolazione di alogenuri con Ag+. (È anche comodo che si ignorano i precipitati.)